# Wasilij Szwiecow
Wasilij Iwanowicz Szwiecow, ros. Василий Иванович Швецов (ur. 28 lutego?/12 marca 1898 we wsi Łykowskaja, zm. 1 października 1958 w Leningradzie – radziecki wojskowy, generał pułkownik.

## Życiorys
Urodził się we wsi Łykowska (obwód wołogodzki), w rodzinie chłopskiej. Pracował jako stolarz.
W październiku 1919 roku wstąpił na ochotnika do Armii Czerwonej i został słuchaczem Moskiewskiej Wojskowej Szkoły Inżynierskiej, w lipcu 1920 roku został kursantem Piotrogrodzkiej Szkoły Inżynierii Wojskowej. Będąc kursantem tej szkoły, brał udział w walkach jako żołnierz samodzielnej brygady kursantów szkoły. Uczestniczył w walkach w czasie wojny domowej na Froncie Południowym przeciwko oddziałom gen. Wrangla i Machno. Po ukończeniu szkoły w styczniu 1921 roku został komendantem 6 Piotrogrodzkiego Kursu Inżynierii Wojskowej, w tym czasie jako dowódca plutonu kursantów tego kursu uczestniczył w tłumieniu powstania w Kronsztacie w marcu 1921 roku. W maju 1921 roku został dowódcą batalionu 6 Talickiego Kursu Łączności Przyuralskiego Okręgu Wojskowego.
Po zakończeniu walk w czasie wojny domowej w styczniu 1922 roku został dowódcą batalionu 2 Władykaukaskiego Kursu Łączności Północnokaukaskiego Okręgu Wojskowego, a w czerwcu 1922 został instruktorem taktyki w Piotrogrodzkiej Szkole Techniki Lotniczej. W okresie od sierpnia 1922 do listopada 1923 roku był słuchaczem Wyższej Wojskowej Szkoły Pedagogicznej w Piotrogradzie. Po jej ukończeniu od grudnia 1923 do października 1924 roku był wykładowcą taktyki w 8 Piotrogrodzkiej Szkole Piechoty, a następnie od października 1924 do września 1926 był wykładowcą taktyki w Wyższej Szkole Kawalerii Armii Czerwonej w Nowoczerkasku.
Od września 1926 do lipca 1929 roku studiował w Akademii Wojskowej im. Frunzego, po czym od lipca 1929 do maja 1930 roku odbył staż dowódczy jako pomocnik dowódcy 132 pułku piechoty w Uralskim Okręgu Wojskowym. Po czym powrócił do akademii, gdzie w okresie od maja 1930 do maja 1931 roku ukończył jeszcze tzw. wydział wschodni (specjalny) tej akademii. Po jego ukończeniu pozostał tam jako starszy wykładowca taktyki, funkcję tę pełnił do lipca 1935 roku, po czym został komendantem i komisarzem wojskowym 2 Kursu Wydziału Wschodniego Akademii.
We wrześniu 1939 roku przechodzi do służby liniowej, zostając dowódcą 133 Dywizji Strzeleckiej w Syberyjskim Okręgu Wojskowym. 
Po ataku Niemiec na ZSRR nadal dowodzi dywizją, który został skierowany na front, w składzie 24 Armii wzięła udział w operacji jelnińskiej. 
W dniu 11 grudnia 1941 roku został dowódcą 29 Armii Frontu Klinińskiego i dowodził nią do sierpnia 1942 roku, w tym czasie brał udział w obronie Moskwy oraz w kontrnatarciu pod Moskwą, operacji rżewsko-wiaziemską. W czasie tej operacji armia została otoczona, ale udało się ją wyprowadzić z okrążenia. Jednak w sierpniu 1942 roku został odwołany ze stanowiska, za błędy popełnione w czasie walk. 
Od września 1942 do lutego 1943 roku pełnił obowiązki zastępcy dowódcy 3 Armii Uderzeniowej. Następnie od 15 lutego do 4 maja 1943 roku przebywał w szpitalu.
W maju 1943 roku został dowódcą 4 Armii Uderzeniowej i dowodził nią do grudnia 1943 roku. Po zwolnieniu z tego stanowiska od grudnia 1943 do lutego 1944 roku pozostawał w dyspozycji Wydziału Kadr Sztabu Generalnego. Następnie został dowódcą 21 Armii, którą dowodził w czasie operacji wyborskiej.
W lipcu 1944 roku został dowódcą 23 Armii Frontu Leningradzkiego i dowodził nią do końca wojny. W tym czasie armia prowadziła walki o likwidację przyczółka na rzece Vuoksi, a następnie zajmowała stanowiska obronnej na tej rzece.
Po zakończeniu II wojny światowej pozostał dowódcą 23 Armii, stacjonującej w Leningradzkim Okręgu Wojskowym. Wiosną 1948 roku został dowódcą 25 Armii w Nadmorskim Okręgu Wojskowy, a w maju 1953 dowódcą 39 Armii Dalekowschodniego Okręgu Wojskowego.
W sierpniu 1955 roku został 1 zastępcą dowódcy Nadbałtyckiego Okręgu Wojskowego, po czym w kwietniu 1958 roku został przeniesiony do grupy badawczej nr 1 Sztabu Generalnego. 
Zmarł w Leningradzie i został pochowany na cmentarzu Kozaczym na terenie Ławry Aleksandra Newskiego.

## Awanse
- pułkownik (1935)
- kombryg (rozkaz nr 04585 z dnia 04.11.1939)
- generał major (rozkaz nr 945 z dnia 04.06.1940)
- generał porucznik (rozkaz nr 1131 z dnia 16.10.1943)
- generał pułkownik (rozkaz nr 1090 z dnia 31.05.1954)

## Odznaczenia
- Order Lenina (dwukrotnie – 12.01.1942[1], 21.02.1945)
- Order Czerwonego Sztandaru (trzykrotnie – 1921, 22.06.1944[2], 03.11.1944)
- Order Suworowa I st. (11.10.1943[3])
- Order Wojny Ojczyźnianej I st. (22.02.1943[4])
- Medal jubileuszowy „XX lat Robotniczo-Chłopskiej Armii Czerwonej” (1938)
- Medal „Za obronę Leningradu”
- Medal „Za obronę Moskwy”
- Medal „Za zwycięstwo nad Niemcami w Wielkiej Wojnie Ojczyźnianej 1941–1945”